# 최다은 (1983년)
최다은(1983년 7월 29일 ~ )은 대한민국의 프로듀서이다.

## 생애
현재(2023년) SBS 라디오센터 소속 PD이다.

## 경력
라디오
- 《김영철의 펀펀투데이》
- 《공형진의 씨네타운》
- 《이동진의 그럼에도 불구하고》
- 《FMzine》
- 《애프터클럽》
- 《아름다운 이 아침 김창완입니다》

팟캐스트
- 《김혜리의 필름클럽》 (2016년 ~ )